# Lago Fena
El lago Fena (en inglés: Fena Lake) es el lago más grande en la isla y territorio estadounidense de Guam. Se encuentra ubicado en el sur de la isla, y es posible verlo desde los picos cercanos de los montes Lamlam, Alifan y monte Jumullong. La salida del lago está hacia el noroeste, sus aguas eventualmente llegan hasta el Océano Pacífico en la bahía de Talofofo.